# 駐日本国ローマ法王庁大使館

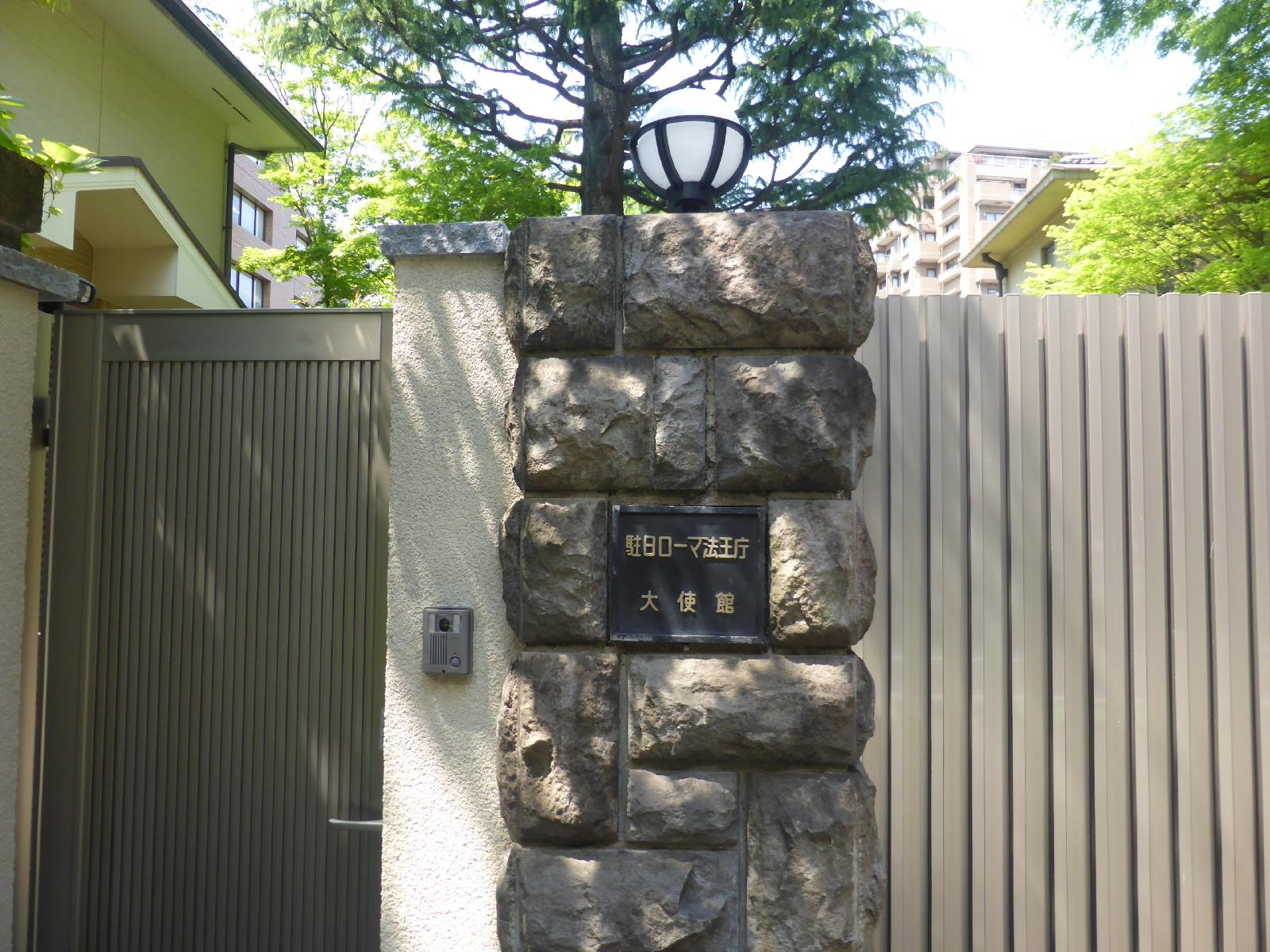
千代田区三番町の駐日ローマ法王庁大使館正門（2020年）

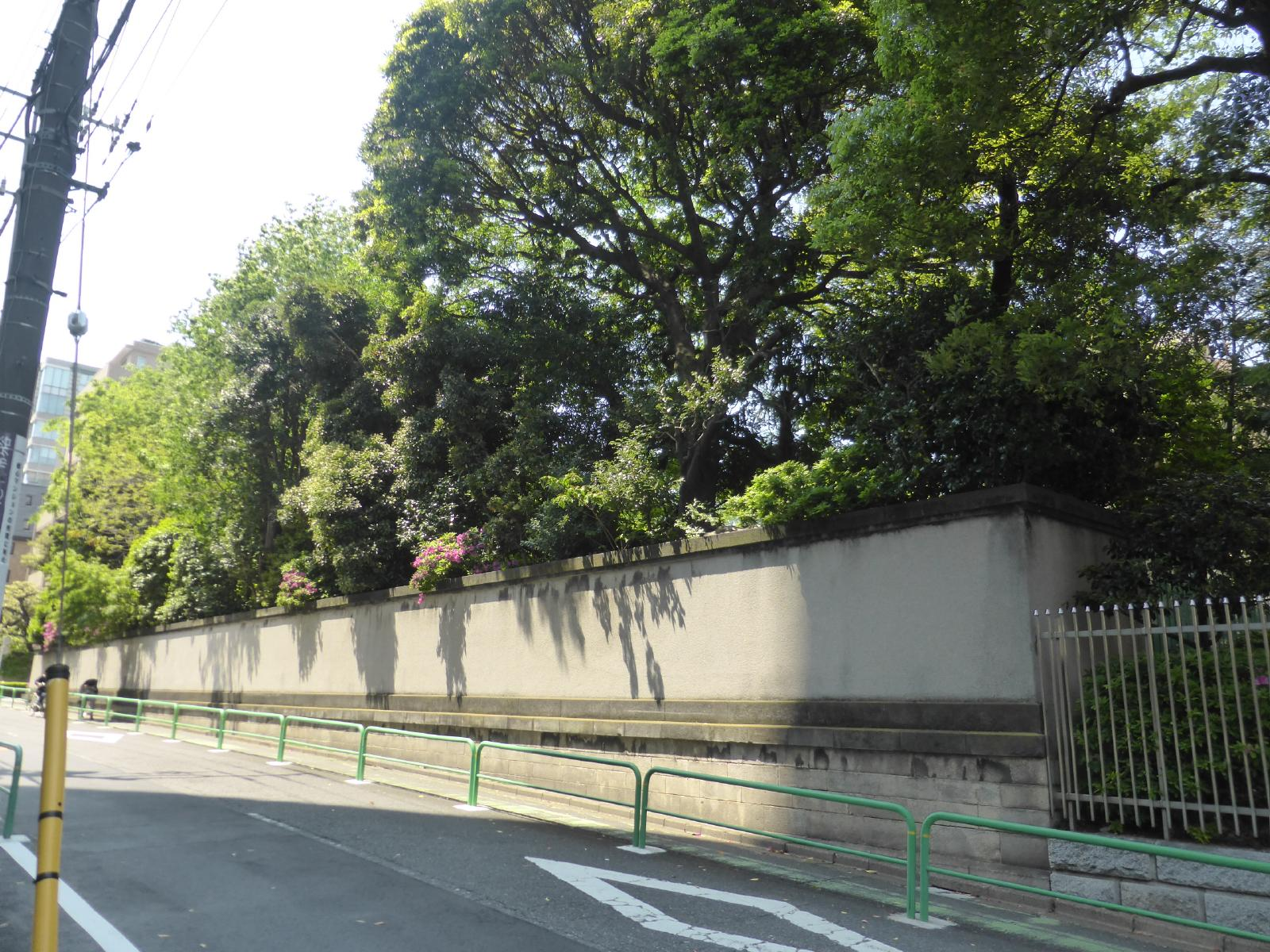
千代田区三番町の駐日ローマ法王庁大使館敷地外観（2020年）

駐日ローマ法王庁大使館紋章

駐日本国ローマ法王庁大使館（ちゅうにほんこくローマほうおうちょうたいしかん、ラテン語: Nuntius Apostolicus in Iaponia、英語: Apostolic Nunciature to Japan）は、バチカンの聖座が日本国に設置している大使館である。カトリック中央協議会などでは、駐日本国ローマ教皇庁大使館という表記を用いている。

## 概要
バチカンは、カトリック教会と東方典礼カトリック教会の総本山として、イタリア・ローマの一角に鎮座する教皇を国家の統治者（バチカン市国基本法第一条）とする独立国家であり、国際法上の主権実体である聖座（教皇）の所在地でもある。
外交使節である教皇大使（教皇使節）の派遣は、バチカン市国基本法第二条に基づきバチカンではなく聖座（教皇）が主権実体として派遣している。日本におけるカトリック教会の中央組織であるカトリック中央協議会は大使には「教皇大使」、大使館には「ローマ教皇庁大使館」の名称を用いている。日本政府が用いる正式名称は「ローマ法王庁大使」及び「ローマ法王庁大使館」である。この頃には「羅馬教皇使節館」や「ローマ法王庁使節館」などの名称が用いられていたが、1952年（昭和27年）の国交回復に伴い「ローマ法王庁公使館」となり、1966年（昭和41年）に「ローマ法王庁大使館」に昇格している。
日本政府は2019年（令和元年）より「法王」にかえて「教皇」の名称を用いているが、大使および大使館に関しては「法王庁」の名称を継続して用いている。報道等では「教皇庁大使館」の用語が用いられることもあるが、「法王庁大使館」が用いられる場合もある。

## 歴史
日本と聖座の関係は1549年（天文18年）のフランシスコ・ザビエル日本上陸に始まるとされている。日本の大名には聖座に対して使節を送るものもおり、天正遣欧少年使節や慶長遣欧使節など、教皇の謁見を受ける日本人も存在していた。しかしその後日本ではキリスト教が禁止され、長らく関係は途絶えることとなった。1885年（明治18年）、教皇レオ13世は、明治天皇に対して信徒の保護を求める親書を送った。これが教皇庁と日本の外交関係の始まりであり、その後は慶弔の際などに親書が交わされている。
1919年（大正8年）、教皇ベネディクト15世は日本への使節派遣を要望し、11月26日に初代教皇使節として ピエトロ・フマゾーニ・ビオンディ大司教が任命された。12月6日に東京都京橋区明石町35番地に存在していた旧東京大司教館が教皇使節館とされた。ビオンディは1920年（大正9年）3月11日に来日し、1921年（大正10年）3月26日に帰国した。
1923年（大正12年）9月1日の関東大震災によって明石町の教皇使節館は焼失し、その後何度か移転を重ねた。1925年（大正15年）、教皇使節館は麻布区新龍土町12番地に移転した。この建物はバチカンとの国交樹立に尽力した外交官埴原正直が義父飯田義一の旧邸を教皇庁の施設として提供したものであった。
日本とバチカンの正式な外交関係は1942年（昭和17年）に成立したが、その後断絶した。1945年（昭和20年）4月、関係者が疎開していた新龍土町の建物は空襲によって全焼した。1952年（昭和27年）1月22日、日本政府はバチカンとの国交回復を閣議決定した。4月28日、「日本国との平和条約」発効に伴い、ローマ法王庁使節館はローマ法王庁公使館に格上げされた。1958年（昭和33年）、日本は在バチカン公使館を 在バチカン日本国大使館に格上げした。バチカン側は1966年（昭和41年）に「駐日ローマ法王庁公使館」を大使館に昇格した。
その後味の素の社長を務めた鈴木忠治の邸宅であった東京都千代田区三番町9-2の建物に移転した。2024年（令和6年）9月30日、東京都千代田区四番町7-3に移転した。

## 駐日ローマ法王庁大使の一覧
歴代の駐日ローマ法王庁大使(Apostolic Nuncios to Japan / Apostolic Pro-Nuncios to Japan) および駐日ローマ法王庁公使(Apostolic Internuncios to Japan / Apostolic Delegates to Japan) 、駐日ローマ法王庁使節(Apostolic Delegates to Japan) にはカトリック教会の高位聖職者たる大司教が任命されている。

### 駐日ローマ法王庁使節(Apostolic Delegates to Japan)
ローマ法王庁使節、一般には教皇使節（Delegato Apostolica）とは、聖座との正式な外交関係を持たない国に、大司教区と信徒が存在する場合に派遣される恒常的な使節である。
- ピエトロ・フマゾーニ・ビオンディ大司教（1919年 - 1921年）[20]
- マリオ・ジャルディニ（英語版）大司教（1922年 - 1931年）[20]
- エドワード・アロイシウス・ムーニィ（英語版）大司教（1931年 - 1933年）[20]
- パオロ・マレラ大司教（1933年 - 1949年）[20]
- マクシミリアン・フォン・フュルステンベルク（ドイツ語版、英語版）大司教（1949年 - 1960年）[20]

### 駐日ローマ法王庁公使 (Apostolic Internuncios to Japan)
- ドメニコ・エンリッチ（イタリア語版、英語版）大司教（1960年 - 1962年）[20]
- マリオ・カーニャ（英語版）大司教（1962年 - 1966年）[20]

### 駐日ローマ法王庁大使 (Apostolic Pro-Nuncios to Japan)
- ブルーノ・ヴュステンベルク（ドイツ語版、英語版）大司教（1966年 - 1973年）[20]
- イッポリト・ロトリ（英語版）大司教（1974年 - 1977年）[20]
- マリオ・ピオ・ガスパリ（英語版）大司教（1978年 - 1983年）[20]
- ウィリアム・アクイン・カルー（英語版）大司教（1983年 - 1997年）[20]

### 駐日ローマ法王庁大使 (Apostolic Nuncios to Japan)
- エムブローズ・デ・パオリ（英語版）大司教（1997年 - 2004年）[20]
- アルベルト・ボッターリ・デ・カステッロ（英語版）大司教（2005年 - 2011年）[20]
  - （臨時駐日ローマ法王庁大使代理）フランシスコ・エスカランテ・モリーナ（スペイン語版、英語版）司祭（2011年、後に大司教）[21]
- ジョセフ・チェノットゥ大司教[注 1][22][23]（2011年 - 2020年）[24][25]
  - （臨時駐日ローマ法王庁大使代理）ヴェチェスラヴ・トゥミル司祭（2020年 - 2021年）[26]
- レオ・ボッカルディ大司教（2021年 - 2023年）[27][28]
  - （臨時駐日ローマ法王庁大使代理）リヴェ・ファブリス参事官（2023年 - 2024年）[29]
- フランシスコ・エスカランテ・モリーナ（スペイン語版、英語版）大司教（2024年 -）[30][31]